# اسدالله خالد
اسدالله خالد (زادهٔ: ۲۰ جوزا/ ۱۳۴۹ خورشیدی ولسوالی ناوه - ولایت غزنی) سیاست‌مدار اهل افغانستان است. وی در ۲ جدی/دی ۱۳۹۷ به عنوان سرپرست وزارت دفاع افغانستان تعیین شد. وی همچنین سابقه فعالیت در سمت والی غزنی، والی قندهار، وزیر دولت در امور پارلمانی، وزیر امور سرحدات، اقوام و قبایل و ریاست امنیت ملی افغانستان را نیز در کارنامه دارد.

## زندگی‌نامه
اسدالله خالد متولد ۱۳۴۸ خورشیدی از ولسوالی ناوه ولایت غزنی افغانستان است. وی تحصیلات دوره ابتدایی خود را در مدرسه محمود طرزی کابل خواند و تحصیلات خود را در لیسه/دبیرستان عالی اتحاد در پاکستان به اتمام رساند. وی در سال ۱۳۷۵ وارد دانشگاه ملی دولتی تاجیکستان شد و توانست در سال ۱۳۸۹ در رشتهٔ علوم سیاسی فارغ‌التحصیل شود. وی در ۱۶ قوس/آذر ۱۳۹۱ از سوی یک فردی که خود را پیام‌آور صلح از سوی طالبان معرفی کرده بود مورد حمله تروریستی قرار گرفت و به شدت زخمی شد و برای چندین ماه تحت مداوا قرار گرفت. از وی به عنوان مبتکر خیزش‌های مردمی علیه طالبان یاد می‌کنند و در نخستین مورد، مردم در ولایت غزنی بسیج شده و علیه طالبان قیام کردند.

## نقض حقوق بشر
سازمان دیده‌بان حقوق بشر، اسدالله خالد را در سال ۱۳۹۱ متهم به نقض حقوق بشر کرد. این سازمان از حامد کرزی خواسته بود تا از معرفی اسدالله خالد به عنوان ریاست امنیت ملی منصرف شود. این سازمان مدعی شده بود که او زمانی که در سمت والی/اُستاندار قندهار در حال وظیفه بود و فرماندهی واحد مسلح ۸۸۸ قندهار را بر عهده داشت، افراد مرتبط با طالبان و دیگر گروهای شورشی را به صورت خودسرانه دستگیر و شکنجه کرده‌است.

## سازمان ملی امید صبا
یک جریان سیاسی به رهبری اسدالله خالد بود که در ۱۱ اسد/مرداد ۱۳۹۷ اعلام موجودیت کرد. این جریان دولت را متهم به کم‌کاری کرد و از دولت خواستار برگزاری انتخابات شفاف و جلوگیری از تنش‌های قومی در افغانستان شد.

## فعالیتها
- ۱۳۸۱: رئیس اداره پنج ریاست عمومی امنیت ملی.
- ۱۳۸۲–۱۳۸۴: والی غزنی.
- ۱۳۸۴–۱۳۸۷: والی قندهار.
- ۱۳۸۷ -؟: وزیر دولت در امور پارلمانی
- ۲۰۱۰–۲۰۱۲: وزیر امور سرحدات و قبایل
- ؟ - ؟: رئیس تنظیم زون جنوب
- ۱۳۹۱–۱۳۹۲: ریاست امنیت ملی.